# Ashley Bayes
Ashley John Bayes (Lincoln, 19 aprile 1972) è un preparatore atletico ed ex calciatore inglese, di ruolo portiere.

## Carriera
Nella stagione 2002-2003 ha vinto il campionato irlandese con la maglia dei Bohemians.

## Palmarès

### Club

#### Competizioni nazionali
- Campionato irlandese: 1

Bohemians: 2002-2003
- Conference League Premier: 1

Stevenage 2009-2010
- Conference League South: 1

Grays Athletic: 2004-2005
- FA Trophy: 3

Grays Athletic: 2004-2005, 2005-2006
Stevenage: 2008-2009